# Abraxas copha
Abraxas copha là một loài bướm đêm trong họ Geometridae.